# Lantlevelű tölgy
A lantlevelű tölgy (Quercus marilandica) a bükkfavirágúak (Fagales) közé tartozó tölgy nemzetség egyik faja.

## Előfordulása
Az Amerikai Egyesült Államok keleti részében fordul elő gyenge, homokos talajú erdőkben.

## Leírása
Terebélyes, 12 méter magas, lombhullató fafaj. Kérge feketés, kis szögletes lemezekre töredezett. Levelei háromszög alakúak, visszástojásdadok, 25 cm hosszúak, a csúcs közelében ugyanilyen szélesek. A felszínük fényes sötétzöld, fonákjuk világosabb, molyhos, majd felkopaszodó. Levéllemezük a csúcs közelében három, szúrós hegyben végződő karéjra tagolódik, a levélalap felé pedig elkeskenyedik. A virágok nyár elején nyílnak, a porzós barkák sárgászöldek, lecsüngőek, a termősek kevéssé feltűnőek. A termése 2 cm-es, feléig kupacsba zárt makk.

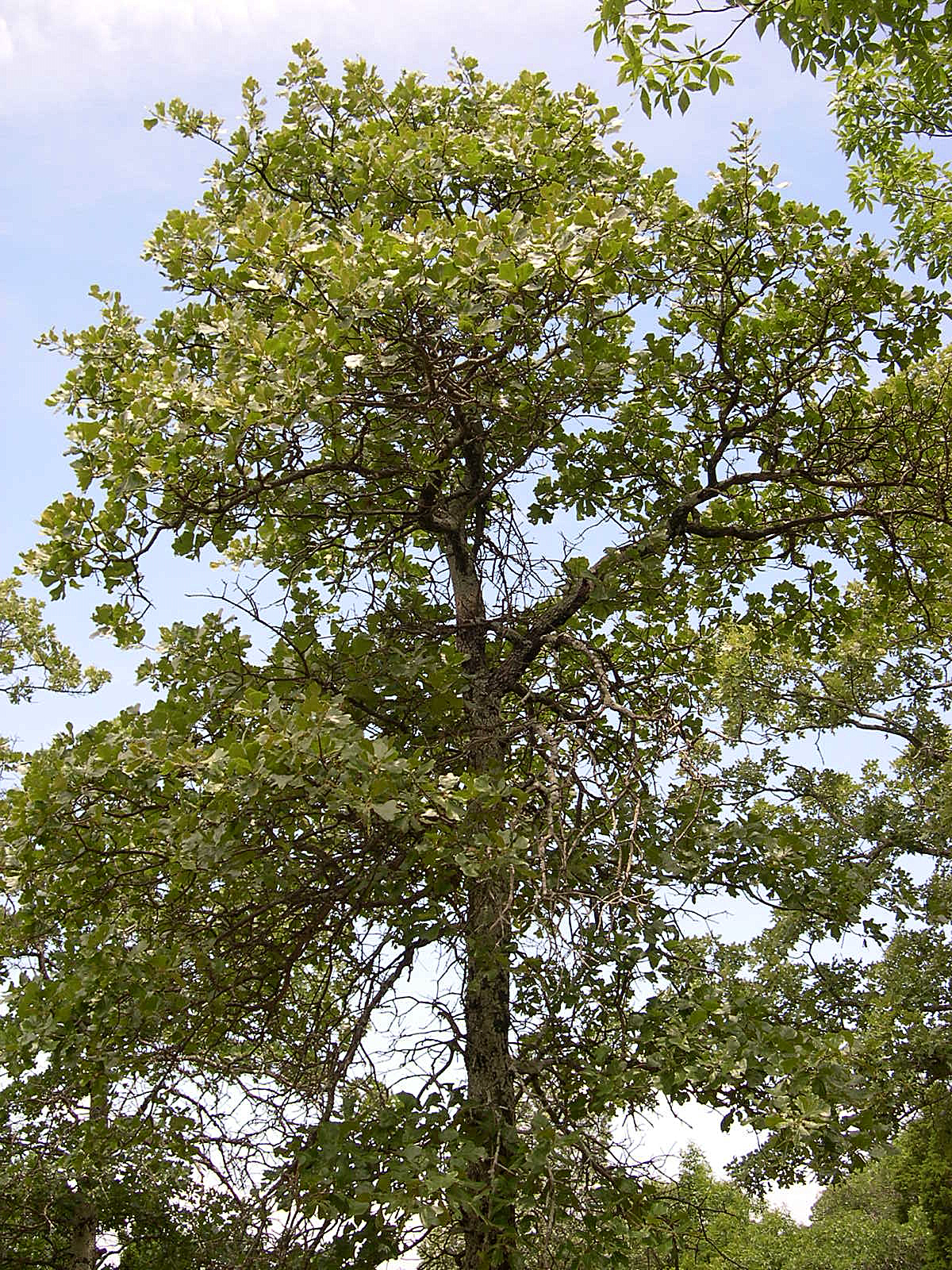
Habitusa
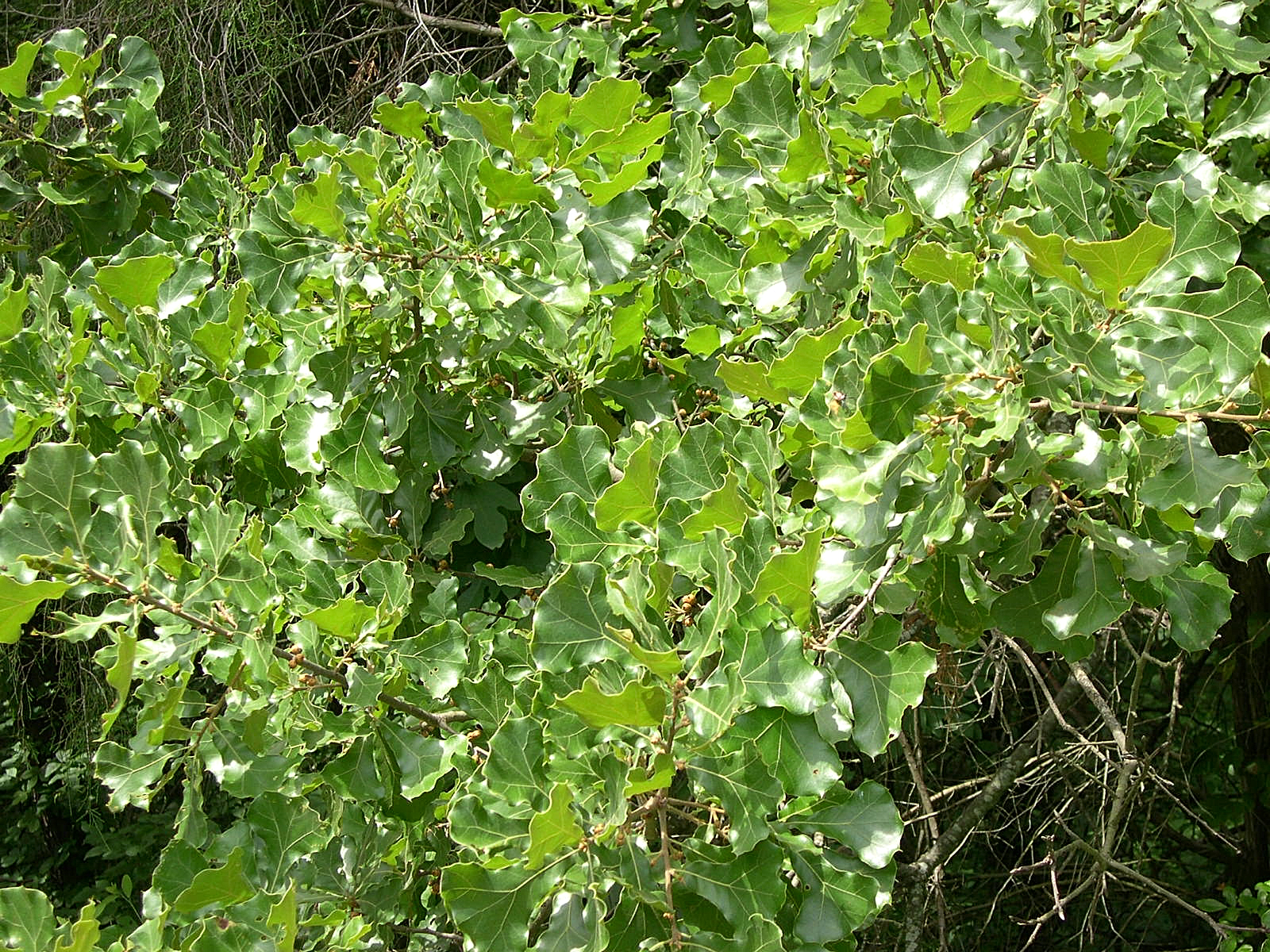
levelei